# Stjepan Razum
Stjepan Razum (Konščica kod Samobora, 16. prosinca 1960.), hrvatski je katolički svećenik i povjesničar.
Zbog svojeg angažmana u svezi Društva za istraživanje trostrukog logora Jasenovac privukao je snažan animozitet dijela javnosti koji se boji "oživljavanja NDH".

## Životopis

### Mladost i obrazovanje
Osnovnu školu polazi u Svetom Martinu pod Okićem 1967. – 1975. Potom, kao pitomac Nadbiskupskoga dječačkog sjemeništa na Šalati u Zagrebu polazi klasičnu gimnaziju u Interdijecezanskoj srednjoj školi za spremanje svećenika (1975. – 1979.). Zbog onodobne školske politike na kraju svake godine polaže sve ispite na državno priznatim srednjim školama: prva dva razreda na XII. gimnaziji, a treći i četvrti na klasičnoj gimnaziji u Križanićevoj ulici. Potom kao pitomac Nadbiskupskoga bogoslovnog sjemeništa u Zagrebu studira na Katoličkoga bogoslovnog fakulteta 1979. – 1986. Studij je prekinuo nakon prve godine zbog služenja vojnog roka u Svilanjcu i Šabcu (1980. – 1981.). Diplomirao je s radnjom "Župna crkva Svetog Martina pod Okićem, povijesni prikaz". Svećenički red podijelio mu je nadbiskup Franjo Kuharić 29. lipnja 1986. u Zagrebu.

### Znanstveni i pastoralni rad
Nakon što službuje kao duhovni pomoćnik u župi Sv. Blaža u Zagrebu 1986. – 1989. godine, nastavlja poslijediplomski studij u Rimu, gdje je pitomac Papinskoga hrvatskog zavoda Sv. Jeronima, te studira na Fakultetu crkvene povijesti na Papinskom sveučilištu Gregoriana (1989. – 1995.). Ujedno polazi Školu za arhivistiku, diplomatiku i paleografiju pri Vatikanskom arhivu. Magisterij iz crkvene povijesti postigao je 15. lipnja 1992. Doktorsku radnju iz crkvene povijesti o biskupu Osvaldu Tuzu i Zagrebačkoj biskupiji u njegovo vrijeme obranio je 17. lipnja 1995. godine.
Godine 1995. vraća se u Hrvatsku. Zaposlen je u Hrvatskom državnom arhivu, s radnim mjestom u Nadbiskupijskom arhivu u Zagrebu od 1995. godine. Zvanje višeg arhivista stječe 2. prosinca 2008., a zvanje arhivskog savjetnika 8. studenoga 2010. Četiri je godine predavao pomoćne povijesne znanosti na Odsjeku za informacijske znanosti Filozofskog fakulteta Sveučilišta u Zagrebu (1997. – 2001.).
Član je i tajnik Društva za povjesnicu Zagrebačke nadbiskupije "Tkalčić" od samog osnutka (1996.), član Hrvatskog arhivističkog društva, te Zagrebačkog arhivističkog društva (od 2000.), Hrvatskog kulturnog vijeća (od 2005.), Društva za prikupljanje, čuvanje i promicanje hrvatske kajkavske baštine Kajkaviana (od 2007.), Pinte - udruge za očuvanje, obnovu i korištenje kulturnog blaga Hrvatske (od 2009.), Hrvatskog književnog društva sv. Jeronima (od 2009.), čiji je predsjednik od 2012., zatim Družbe "Braća hrvatskoga zmaja" (od 2011.), Hrvatske udruge Benedikt (od 2012.), te član i predsjednik Društva za istraživanje trostrukog logora Jasenovac (od 2014.). Također je član Povjerenstva HBK-a i BK BiH-a za hrvatski martirologij (od 2013.), te povjerenik Zagrebačke nadbiskupije za sastavljanje martirologija.
Član je uredništva časopisa Fontes - izvori za hrvatsku povijest (od 1997.) i Arhivski vjesnik (od 2001.), a stručni suradnik časopisa Meridijani (od 2011.). Urednik je časopisa Tkalčić (od 2001.). Također uređuje reviju Marulić.

## Djela
- Dr. Stjepan Kožul: kanonik Prvostolnoga kaptola zagrebačkog i prvi predsjednik Društva za povjesnicu Zagrebačke nadbiskupije "Tkalčić", Društvo za povjesnicu Zagrebačke nadbiskupije "Tkalčić", Zagreb, 2006.
- Život i djelo Lelje Dobronić: (1920. – 2006.), Društvo za povjesnicu Zagrebačke nadbiskupije "Tkalčić", Zagreb, 2007.
- Vjeroispovijedi i župničke prisege Zagrebačke nadbiskupije = Professiones fidei et iuramenta parochorum ecclesiae Zagrebiensis: 1648. – 1997., Društvo za povjesnicu Zagrebačke nadbiskupije "Tkalčić", Zagreb, 2010.
- Imovnici Nadbiskupijskog arhiva u Zagrebu, Društvo za povjesnicu Zagrebačke nadbiskupije "Tkalčić", Zagreb, 2011. (suautorica Ivanka Magić)
- Župa sv. Josipa na Trešnjevki u Zagrebu: prikaz prvih 75 godina (1937. – 2012.), Društvo za povjesnicu Zagrebačke nadbiskupije "Tkalčić" - Župa sv. Josipa na Trešnjevci, Zagreb, 2012. (suautor Stjepan Kožul)
- Razotkrivena jasenovačka laž, Zagreb, 2018. (suautor Josip Pečarić)

## Vanjske poveznice
Mrežna mjesta
- Stjepan Razum, Kako urediti župni arhiv?, Arhivski vjesnik 44/2002.
- Dr. sc. Stjepan Razum o Društvu Sv. Jeronima i o logoru Jasenovac, HKV, 24. kolovoza 2014.